# 4598 Coradini
4598 Coradini eller 1985 PG1 är en asteroid i huvudbältet som upptäcktes den 15 augusti 1985 av den amerikanske astronomen Edward L.G. Bowell vid Anderson Mesa Station. Den är uppkallad efter Marcello och Angioletta Coradini.
Asteroiden har en diameter på ungefär 11 kilometer och den tillhör asteroidgruppen Eos.